# 炭鉄港カード

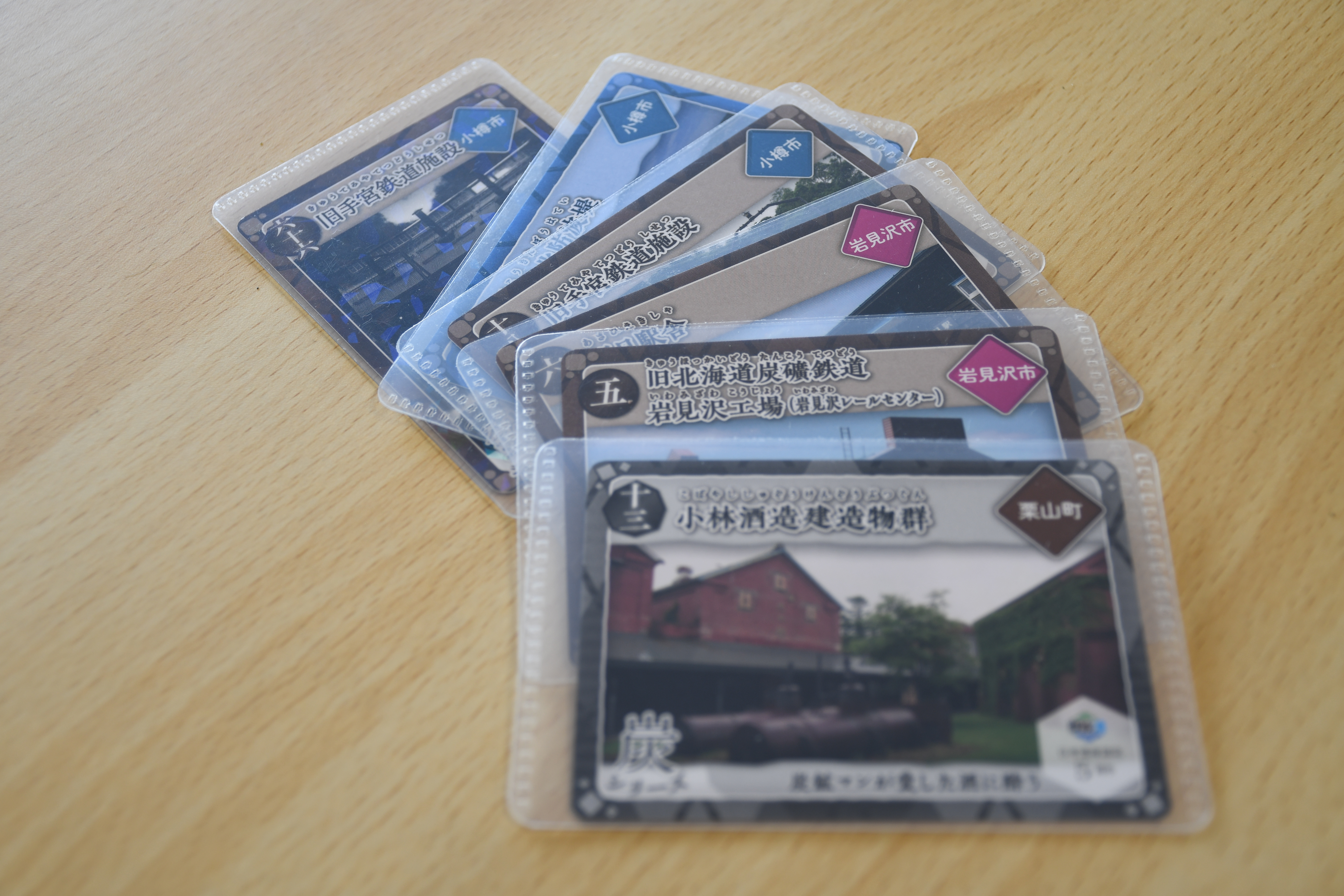
炭鉄港カード（画像は第4弾のカード）

炭鉄港カード（たんてつこうカード）は、日本遺産「本邦国策を北海道に観よ！〜北の産業革命『炭鉄港』〜」の構成文化財やゆかりの人物をデザインしたカードである。発行元は炭鉄港推進協議会（事務局：北海道空知総合振興局）。

## 概要
「炭鉄港推進協議会」が日本遺産の構成文化財（後述）やゆかりの人物をデザインしたカードを作成し、関係自治体で受け取ることで北海道の周遊観光に繋げる企画である。自治体によって入手できるカードが異なるのが特徴。カードサイズは縦6cm×横9cm。
第1弾は全23種類を集めた完走者に特別デザインのカードを贈呈。当初は先着100人だったが、完走者が予想以上に多かったため枠を広げた。また20種以上を集めた人向けに特産品が当たるキャンペーンも行った。
第2弾は30種類カードを追加し、構成文化財の近くにある飲食店や観光地を紹介する専用ホームページを作成。
また、空知総合振興局では2020年度に、架空のOLが日本遺産「炭鉄港」の魅力を学んでいくブログ「てつこの部屋」を2週に1回ホームページで発信(全18回)。振興局の女性職員が主役に扮し、炭鉄港カードを集めながら各地に足を運び、取材した内容を紹介している。翌年2021年度には、ブログ「てつおじさんぽ」を連載。「炭鉄港の魅力にとりつかれた30代一般男性」を書き手と想定し、カードを集めながら構成文化財のある各市町などを訪れ、魅力を発信している。
第4弾は日本遺産認定５周年を記念して、第1弾の23種類を復刻したほか、新たにホログラム加工を施し特別カード４種を用意した。

## 開催実績

### 第1弾
配付期間：2020年6月19日（金）-2021年3月31日（水）
配付種類：23種類（1-20番、特の人物カード3種類）

### 第2弾
配付期間：2022年5月10日（火）-2023年3月31日（金）
配付種類：30種類（21-50番）

### 第3弾
配付期間：2023年7月26日（水）-2023年10月29日（日）
配付種類：13種類（51-63番）

### 第4弾
配付期間：2024年7月1日（月）-2024年10月31日（木）
配布種類：第１弾の復刻（1-20番、特の人物カード3種類）、ホログラムカード4種類（64-67番）

## カード一覧
| No. | カード名                                           | 市町村名 | 文化財所在地                                                           | シリーズ | フレーズ                                         | 実施  |
| --- | -------------------------------------------------- | -------- | ---------------------------------------------------------------------- | -------- | ------------------------------------------------ | ----- |
| 1   | 北炭赤間ズリ山                                     | 赤平市   | 赤平市字赤平693番地1                                                   | 炭       | 日本一の階段数を有するズリ山                     | 第1弾 |
| 2   | 住友赤平炭鉱立坑櫓・周辺施設                       | 赤平市   | 赤平市字赤平485番地                                                    | 炭       | 立坑櫓内部を見学することができる国内唯一の施設   | 第1弾 |
| 3   | 夕張の石炭大露頭「夕張24尺層」                     | 夕張市   | 夕張市高松7番地                                                        | 炭       | 大地の力を現代に見る                             | 第1弾 |
| 4   | 旧北炭滝ノ上水力発電所                             | 夕張市   | 夕張市滝ノ上5                                                          | 炭       | 当時の原型が保たれた水力発電所                   | 第1弾 |
| 5   | 旧北海道炭礦鉄道岩見沢工場                         | 岩見沢市 | 岩見沢市有明町中央                                                     | 鉄       | 北海道近代化を支えたレンガ造りの工場             | 第1弾 |
| 6   | 朝日駅舎                                           | 岩見沢市 | 岩見沢市朝日町176                                                      | 鉄       | 石炭運搬と住民生活を支えた駅舎                   | 第1弾 |
| 7   | 三菱美唄炭礦竪坑櫓                                 | 美唄市   | 美唄市東美唄町一ノ沢                                                   | 炭       | 鮮やかな紅色が映える竪坑                         | 第1弾 |
| 8   | 旧栄小学校（安田侃彫刻美術館アルテピアッツァ美唄） | 美唄市   | 美唄市落合町栄町                                                       | 炭       | 北海道近代化の歴史と芸術の融合                   | 第1弾 |
| 9   | 旧頼城小学校（星槎大学）校舎及び体育館             | 芦別市   | 芦別市緑線町5-14                                                       | 炭       | 国内でも稀な規模のレンガ建築物                   | 第1弾 |
| 10  | 旧三井芦別鉄道炭山川橋梁                           | 芦別市   | 芦別市西芦別町〜中の丘町                                               | 鉄       | 当時の情景がそのまま残った鉄道橋梁               | 第1弾 |
| 11  | 北炭幾春別炭鉱錦立坑櫓                             | 三笠市   | 三笠市幾春別錦町                                                       | 炭       | 現存する道内最古の立坑                           | 第1弾 |
| 12  | 幌内変電所                                         | 三笠市   | 三笠市幌内本沢町                                                       | 炭       | 当時の佇まいを残す変電所                         | 第1弾 |
| 13  | 小林酒造建造物群                                   | 栗山町   | 栗山町錦3丁目109番地                                                   | 炭       | 炭鉱マンが愛した酒に酔う                         | 第1弾 |
| 14  | 樺戸集治館本庁舎                                   | 月形町   | 月形町1219-1                                                           | 炭       | 北海道の開拓を担った功労者の歴史をたどる         | 第1弾 |
| 15  | クラウス15号蒸気機関車                             | 沼田町   | 沼田町字幌新381-1                                                      | 鉄       | 国内最古の小型蒸気機関車                         | 第1弾 |
| 16  | 蒸気機関車D51 320号機                              | 安平町   | 勇払郡安平町追分柏が丘49-1                                             | 鉄       | 元機関士たちによる手入れが行き届いた貴重な1両    | 第1弾 |
| 17  | 小樽港防波堤                                       | 小樽市   | 小樽市高島手宮1丁目6                                                   | 港       | 100年以上荒波に耐える防波堤                      | 第1弾 |
| 18  | 旧手宮鉄道施設（機関車庫三号）                     | 小樽市   | 小樽市手宮1丁目3番6号                                                  | 鉄       | 石炭輸送の起点となった鉄道施設群                 | 第1弾 |
| 19  | 工場景観と企業城下町のまちなみ                     | 室蘭市   |                                                                        | 鉄       | 夜景観賞の人気スポット                           | 第1弾 |
| 20  | 室蘭市旧室蘭駅舎                                   | 室蘭市   | 室蘭市海岸町1丁目5番1号                                                | 鉄       | 北海道内最古の木造駅舎                           | 第1弾 |
| 21  | 空知川露頭炭層                                     | 赤平市   | 赤平市字赤平                                                           | 炭       | 160年前の姿を今に伝える露頭炭層                  | 第1弾 |
| 22  | 北炭幌内炭鉱音羽坑                                 | 三笠市   | 三笠市幌内本沢町                                                       | 炭       | 北海道における近代炭鉱発祥の地                   | 第1弾 |
| 23  | 旧北炭夕張炭鉱天龍坑                               | 夕張市   | 夕張市高松6番地1                                                       | 炭       | 美しき赤レンガで彩られた坑口                     | 第2弾 |
| 24  | 炭鉱の記憶マネジメントセンター石蔵                 | 岩見沢市 | 岩見沢市1条西4丁目3                                                    | 炭       | 炭鉄港に関する情報拠点                           | 第2弾 |
| 25  | 旧北炭鹿ノ谷倶楽部（夕張鹿鳴館）                   | 夕張市   | 夕張市鹿の谷2丁目4番地                                                 | 炭       | 昭和天皇も宿泊された北炭を代表する倶楽部         | 第2弾 |
| 26  | 北炭新幌内砿坑口                                   | 三笠市   | 三笠市唐松緑町                                                         | 炭       | 三度のガス爆発の末の大炭鉱                       | 第2弾 |
| 27  | 旧北炭夕張炭鉱模擬坑道（夕張市石炭博物館）         | 夕張市   | 夕張市高松7番地1                                                       | 炭       | 公開されている国内唯一の模擬坑道                 | 第2弾 |
| 28  | 旧北炭清水沢水力発電所                             | 夕張市   | 夕張市清湖町1番地                                                      | 炭       | 採炭を電力で支えた水力発電所                     | 第2弾 |
| 29  | 採炭救国坑夫の像                                   | 夕張市   | 夕張市高松7番地1                                                       | 炭       | 貴重なオリジナル像                               | 第2弾 |
| 30  | 人民裁判の絵                                       | 美唄市   |                                                                        | 炭       | 戦後国内初期の労働運動の様子                     | 第2弾 |
| 31  | 三笠市役所庁舎                                     | 三笠市   | 三笠市幸町2番地                                                        | 炭       | 独特の形状が珍しい市役所庁舎                     | 第2弾 |
| 32  | 住友奔別炭鉱立坑櫓・周辺施設                       | 三笠市   | 三笠市幾春別町                                                         | 炭       | 炭鉱合理化期の代表的な立坑櫓                     | 第2弾 |
| 33  | 旧火力発電所（日本製鋼所）                         | 室蘭市   | 室蘭市茶津町4番地                                                      | 鉄       | 電力で製鉄を支えた火力発電所                     | 第2弾 |
| 34  | 恵比寿・大黒天像                                   | 室蘭市   | 室蘭市陣屋町2丁目4番地25号、室蘭市仲町12番地                           | 鉄       | 室蘭の製鉄の歴史はここから始まった               | 第2弾 |
| 35  | 瑞泉閣                                             | 室蘭市   | 室蘭市茶津町4番地                                                      | 鉄       | 英国風の華麗な装飾が特徴的な迎賓館               | 第2弾 |
| 36  | 日本製鋼所室蘭製作所製造複葉機エンジン「室0号」    | 室蘭市   | 室蘭市茶津町4番地                                                      | 鉄       | 国産第一号航空機エンジン                         | 第2弾 |
| 37  | 北炭ローダー基礎                                   | 小樽市   | 小樽市手宮1丁目4-1付近                                                 | 港       | 小樽港に唯一現存する石炭積み出しの痕跡           | 第2弾 |
| 38  | 色内銀行街（旧三井物産及び旧三菱商事小樽支店）     | 小樽市   | 小樽市色内1丁目9-1、1-12                                               | 港       | 石炭を扱った当時の栄華を今に伝える銀行街         | 第2弾 |
| 39  | 旧三菱合資会社室蘭出張所                           | 室蘭市   | 室蘭市緑町2番地1号                                                     | 港       | 開港の地に残る洋館                               | 第2弾 |
| 40  | 旧北炭室蘭海員倶楽部                               | 室蘭市   | 室蘭市緑町9番地28号                                                    | 港       | 山荘風の意匠が特徴的な倶楽部                     | 第2弾 |
| 41  | 手宮線跡及び附属施設                               | 小樽市   | 小樽市色内1丁目9-5付近                                                 | 鉄       | 北海道最初の鉄道                                 | 第2弾 |
| 42  | 小樽中央市場                                       | 小樽市   | 小樽市稲穂3丁目11-2                                                    | 鉄       | 「ガンガン部隊」の出発地                         | 第2弾 |
| 43  | 岩見沢操車場跡                                     | 岩見沢市 | 岩見沢市大和町1条1丁目-8丁目、同2条2丁目・3条3丁目・4条4丁目・4条7丁目 | 鉄       | 北海道近代化を担った鉄道の要衝                   | 第2弾 |
| 44  | 唐松駅舎                                           | 三笠市   | 三笠市唐松町1丁目                                                      | 鉄       | 石炭運搬と住民生活を支えた駅舎                   | 第2弾 |
| 45  | 美唄鉄道東明駅舎4110形式十輪連結タンク機関車2号    | 美唄市   | 美唄市東明5条2丁目                                                     | 鉄       | 現存する美唄鉄道唯一の駅舎の風景                 | 第2弾 |
| 46  | ガタタン（含多湯）                                 | 芦別市   |                                                                        | 炭       | 芦別だけで受け継がれてきた名物料理               | 第2弾 |
| 47  | 小林酒造の日本酒                                   | 栗山町   | 栗山町錦3丁目109番地                                                   | 炭       | 炭鉱マンに愛された道内清酒の先駆け               | 第2弾 |
| 48  | 篠津山囚人墓地                                     | 月形町   | 月形町南耕地2                                                          | 炭       | 当時の過酷な労働を今に伝える遺産                 | 第2弾 |
| 49  | 恵比島駅                                           | 沼田町   | 沼田町恵比島357                                                        | 鉄       | 空知から留萌へ、石炭輸送を支えた駅               | 第2弾 |
| 50  | 追分機関区                                         | 安平町   | 安平町追分中央                                                         | 鉄       | 石炭輸送を支えた交通の要衝                       | 第2弾 |
| 51  | 夕張鉱選炭場と石炭列車                             | 夕張市   |                                                                        | 鉄       | 「夕張から全国へ」夕張炭鉱の選炭工場とD50型SL    | 第3弾 |
| 52  | 岩見沢駅（室蘭本線と函館本線）                     | 岩見沢市 |                                                                        | 鉄       | 北海道開拓初期を支えた交通の要衝                 | 第3弾 |
| 53  | 三菱美唄炭鉱竪坑櫓及び坑口                         | 美唄市   |                                                                        | 炭       | 美唄から日本へ、石炭採掘の中心地                 | 第3弾 |
| 54  | 旧三井芦別鉄道炭山川橋梁の建設工事                 | 芦別市   |                                                                        | 鉄       | 戦時中の資材不足のなか架けた橋梁                 | 第3弾 |
| 55  | 住友赤平炭鉱立坑櫓                                 | 赤平市   |                                                                        | 炭       | ネオンの灯る立坑櫓                               | 第3弾 |
| 56  | 住友奔別炭鉱立坑櫓                                 | 三笠市   |                                                                        | 炭       | 当時、東洋一と呼ばれた立坑櫓                     | 第3弾 |
| 57  | 三井砂川炭鉱                                       | 上砂川町 |                                                                        | 炭       | まちの未来を石炭が拓いた                         | 第3弾 |
| 58  | 角田村役場庁舎                                     | 栗山町   |                                                                        | 炭       | 42年間村を支え続けた庁舎                         | 第3弾 |
| 59  | 石狩月形駅                                         | 月形町   |                                                                        | 炭       | 国鉄札沼線が全線開通                             | 第3弾 |
| 60  | 隧道マーケット                                     | 沼田町   |                                                                        | 炭       | トンネルの中で、暮らしを支えた商店街             | 第3弾 |
| 61  | 輪西旧市街と製鉄所のまちなみ                       | 室蘭市   |                                                                        | 炭       | 今は無きまちなみ                                 | 第3弾 |
| 62  | 蒸気機関車 D51 241号機                             | 安平町   |                                                                        | 鉄       | "追分一筋"の蒸気機関車                           | 第3弾 |
| 63  | 北炭ローダー基礎                                   | 小樽市   |                                                                        | 鉄       | 小樽から海へ！石炭積み出し大型ベルトコンベアー！ | 第3弾 |
| 64  | 「夕張鉄道」創立100年                              | 夕張市   |                                                                        | 鉄       | 平成のオメガカーブと石炭列車                     | 第4弾 |
| 65  | 《炭鉱》で働く人々                                 | 夕張市   |                                                                        | 炭       | みなさん、ご安全に・・・                         | 第4弾 |
| 66  | 旧手宮鉄道施設                                     | 小樽市   |                                                                        | 鉄       | 炭鉱輸送の起点となった鉄道施設群                 | 第4弾 |
| 67  | 工場景観と企業城下町のまちなみ                     | 室蘭市   |                                                                        | 鉄       | 夜景観賞の人気スポット                           | 第4弾 |
| 特  | クロフォード                                       |          |                                                                        |          |                                                  | 第1弾 |
| 特  | 島津斉彬                                           |          |                                                                        |          |                                                  | 第1弾 |
| 特  | 井上角五郎                                         |          |                                                                        |          |                                                  | 第1弾 |
| 特  | 廣井勇                                             |          |                                                                        |          |                                                  | 第1弾 |
| 特  | 黒田清隆                                           |          |                                                                        |          |                                                  | 第2弾 |
| 特  | 榎本武揚                                           |          |                                                                        |          |                                                  | 第3弾 |

## 配布実績

### 第1弾
空知管内などに用意した23種・計6万9千枚のうち9割以上が配布され、うち10種は期間終了前に配布を終えた。旧北炭滝ノ上水力発電所(No.4)など2種は、1カ月未満で用意した枚数が無くなっている。道の駅など来場者が多い施設で配布が進み、鉄道関連のカードが人気。特別カードは451枚配布され、50代以下が約7割を占め道内（44市町）が440人、道外（6都府県）が11人となった。

## 日本遺産「本邦国策を北海道に観よ！〜北の産業革命『炭鉄港』〜」

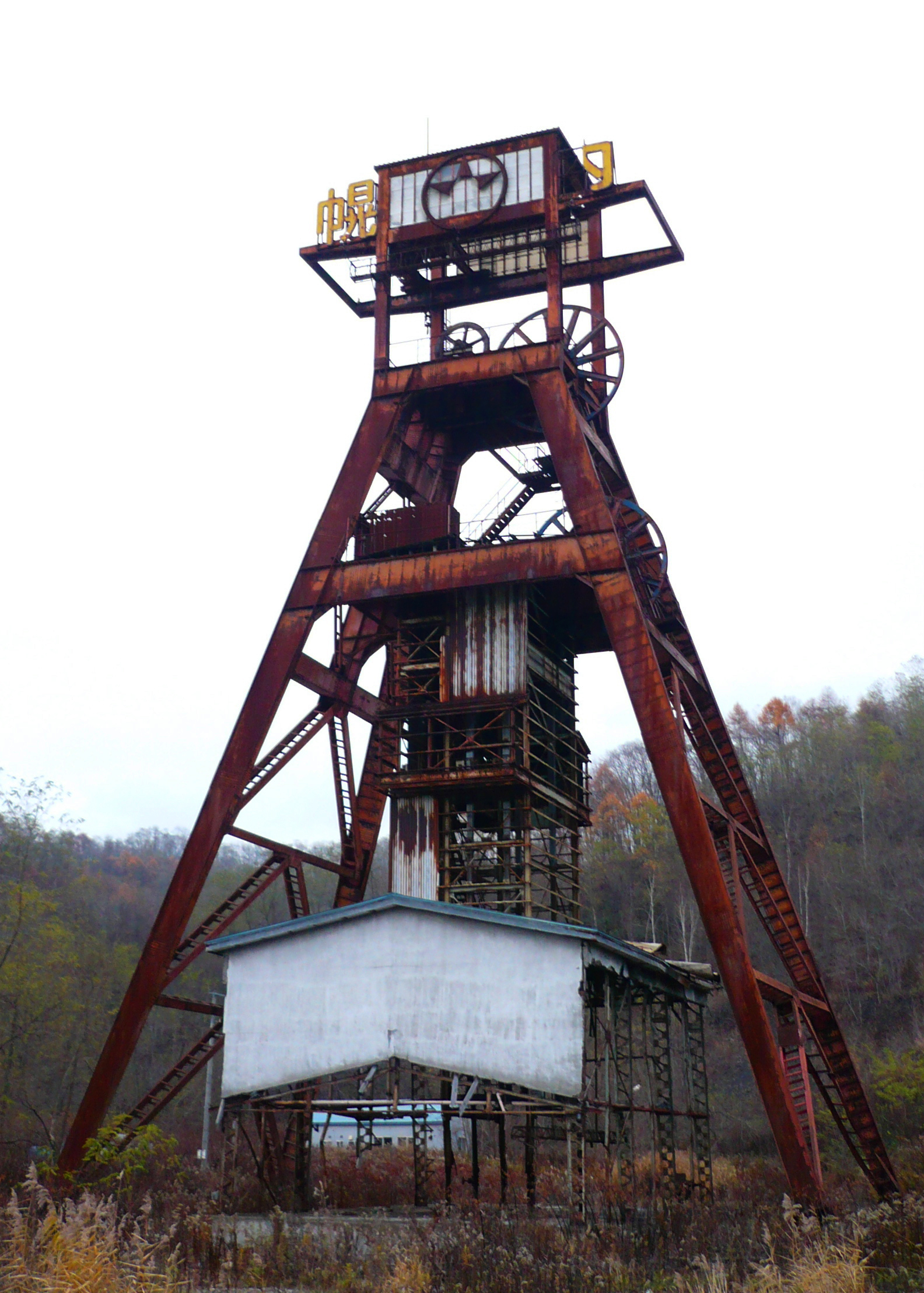
1966年に開坑した「幌内立坑」

### 内容
炭鉄港カードの原典である日本遺産「本邦国策を北海道に観よ！～北の産業革命「炭鉄港」～」は、北海道開拓に始まり、「北の産業革命」ともよばれた石炭採掘、鉄鋼産業とそれらを出荷した港湾都市とをつないだ鉄道がもたらした北海道の近代化のストーリーを、後世に語り継ぐべき遺産として文化庁が認定したものである。炭鉱遺産や工場景観、港湾や各地の鉄道施設が日本遺産の構成文化財として認定され、その所在自治体は赤平市、小樽市、室蘭市、夕張市、岩見沢市、美唄市、芦別市、三笠市、栗山町、月形町、沼田町、安平町の広域にまたがるが、なかでも重要な地域は現在の三笠市の幌内炭鉱など数多くの石炭鉱山が開かれた空知地方と、その石炭を使用した製鉄所や製鋼所が建設された室蘭と、それら石炭や鉄鋼を日本全国へ輸送した港湾都市・小樽である。
明治初頭、政府による開拓の手が北海道に及ぶと、アメリカから招聘された地質学者ライマンの調査により、北海道の西部・空知地方に良質な石炭が豊富に眠っていることが確認された。産業の近代化を国策に掲げていた明治政府は、その動力源となる石炭の採掘に多数の人夫を投入するため、集治監（監獄）を2か所に開設した。1879年（明治12年）の幌内炭鉱の開鉱からわずか3年後の1882年（明治15年）には、90キロメートル離れた小樽まで石炭を運ぶための鉄道が敷設され、これは当時の日本で最長の鉄道だった。やがて鉄道は室蘭へ延伸し、室蘭は石炭積出港として北海道で3番目の特別輸出港となるが、炭鉱と鉄道を所有していた北海道炭礦鉄道会社（北炭）は鉄道が国有化された際に得た資金を元手に空知地域から入手した石炭を用いた鉄鋼業に進出し、室蘭は鉄の町へと変貌を遂げた。

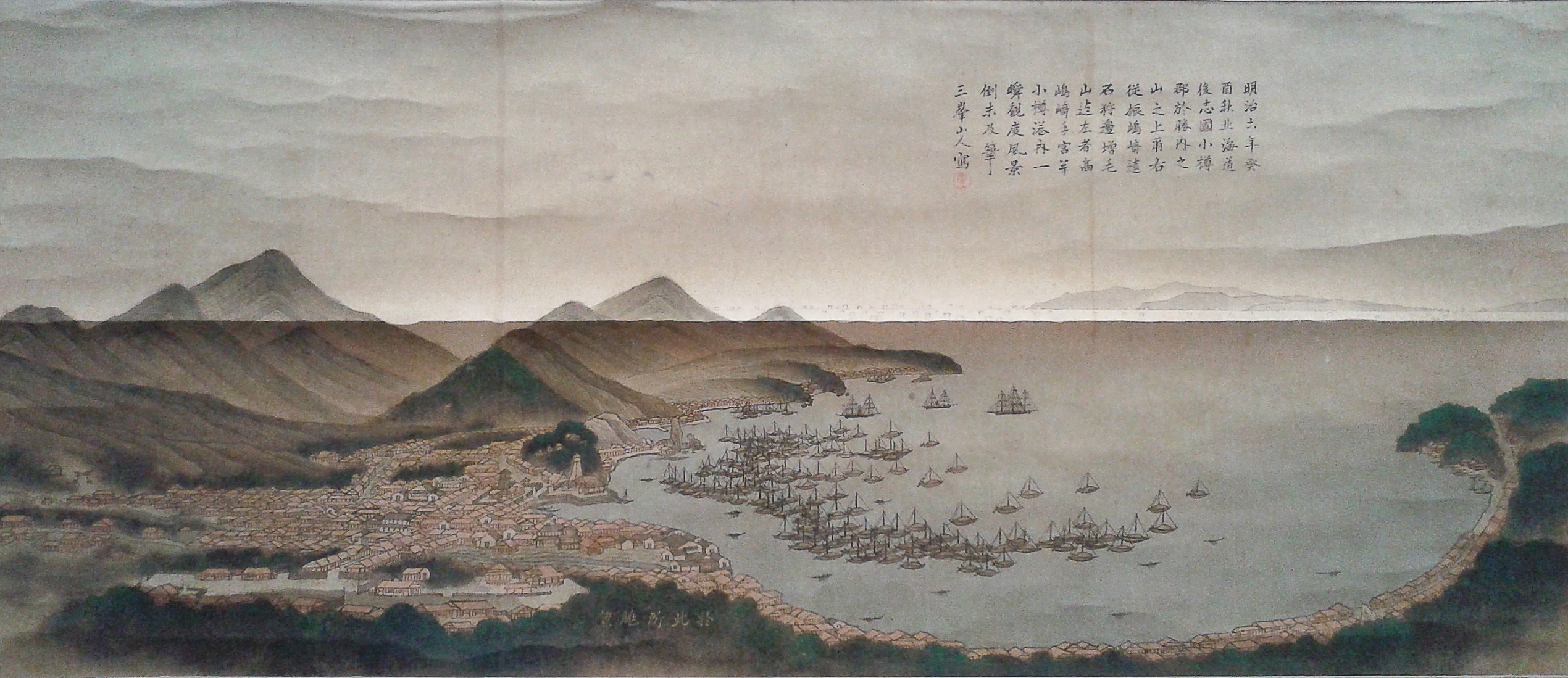
1876年（明治6年）の小樽港

また、小樽は明治30年代には日本初の本格的な港湾として整備され、第1次世界大戦の影響で世界的に農産物が高騰した時代背景のなかで道産品の輸出港として一層の発展を遂げた。この一因には、道内各地から小樽までの鉄道網の敷設が成されていたことによる。やがて、第2次世界大戦が終結すると、戦禍が比較的軽微で、戦後復興に欠かせない豊富な石炭を有する北海道は、炭鉱業や鉄鋼業に優先的に資源投入され、空知や室蘭は一層の発展を遂げる。
しかし、昭和30年代後半、石油の普及とともに石炭産業は衰退に向かい、多くの炭鉱が閉山することとなる。史上最大規模の産業転換といわれる「石炭政策」で、空知の炭鉱から5万人が去ることとなった。さらに、昭和40年代になると、日本海側に位置する小樽港は、輸入原材料の調達において太平洋側にある苫小牧港に後れを取り、商業や金融の中心機能もやがて札幌市へと移っていった。また、室蘭も小樽同様に物流機能を苫小牧港に奪われ、鉄鋼業においても国内各地の臨海地に新たな製鉄所が開業していくにつれ次第に衰退し、「炭鉄港」の時代は幕を下ろした。
炭・鉄・港が日本の国策を支えたこの約100年の間に、北海道はおよそ100 km圏内に位置する空知・室蘭・小樽を中心に急速に発展し、1869年（明治2年）の時点では約6万人だった人口は、100倍近く増加した。